# Gyémánt (Bëlga-album)
A Gyémánt a Bëlga együttes 2010-es Bëlga Tavasz című lemezsorozatának harmadik, ironikus hangvételű lemeze, amely 2010-ben jelent meg. A lemez bemutatóját május 21-én, az óbudai Kobuci kertben tartották. A Bëlga Tavasz többi lemezétől eltérően ez nem egyetlen téma köré épült, hanem – az együttes hagyományaihoz hűen – bármilyen olyan témát feldolgoznak, amely az átlag embereket foglalkoztathatják. 
A Bëlga Tavasz lemezei:  
- Arany – Szociológiai terepmunka
- Platina – Oktatási segédanyag
- Gyémánt – Hagyományos Bëlga
- Farost – Zabilemez

## Az album dalai
1. Zenevírus (3:53)
2. Nem imádlak (2:56)
3. Fesztivállapot (4:02)
4. Mi vagyunk az emberek (4:45)
5. Foci VB 2026 (4:21)
6. Fáká! (5:12)
7. Sorban (3:11)
8. Komment (4:02)
9. Trailer (0:20)
10. Jó (4:14)
11. Artisjus (3:30)
12. A piki lapika (4:07)
13. Hecc (4:49)